# Tick-Tock (пісня Марії Яремчук)
Tick-Tock (тік-так) — пісня Марії Яремчук, з якою вона представляла Україну на конкурсі Євробачення 2014. Пісню було представлено 21 грудня 2013 року у національному відборі на конкурс «Євробачення».
Шляхом змішаного голосування суддів та глядачів Марію було визнано переможцем кастингу.
У постановці номера взяв участь британський хореограф Франциско Гомес.
У фіналі Євробачення пісня набрала 113 балів і посіла 6 місце.